# Curtiss CR
Curtiss CR – samolot wyścigowy, zaprojektowany w 1921 roku dla US Navy przez firmę Curtiss. Był to konwencjonalny jednomiejscowy dwupłatowiec o konstrukcji półskorupowej, z jednokomorowymi skrzydłami równej długości, połączonymi rozpórkami w kształcie litery „N”, przy czym górne skrzydło było przesunięte do przodu względem dolnego. Dwie podobne wersje samolotu, CR-1 i CR-2, które zostały ostatecznie przebudowane na wodnosamoloty, jako CR-3 w 1923 roku i CR-4 w 1924 roku. Zmodyfikowana wersja samolotu została zaprojektowana dla potrzeb United States Army Air Service i została nazwana R-6. Ostatnie dwa samoloty miały ulepszoną aerodynamikę i zewnętrzne chłodnice.

## Historia operacyjna

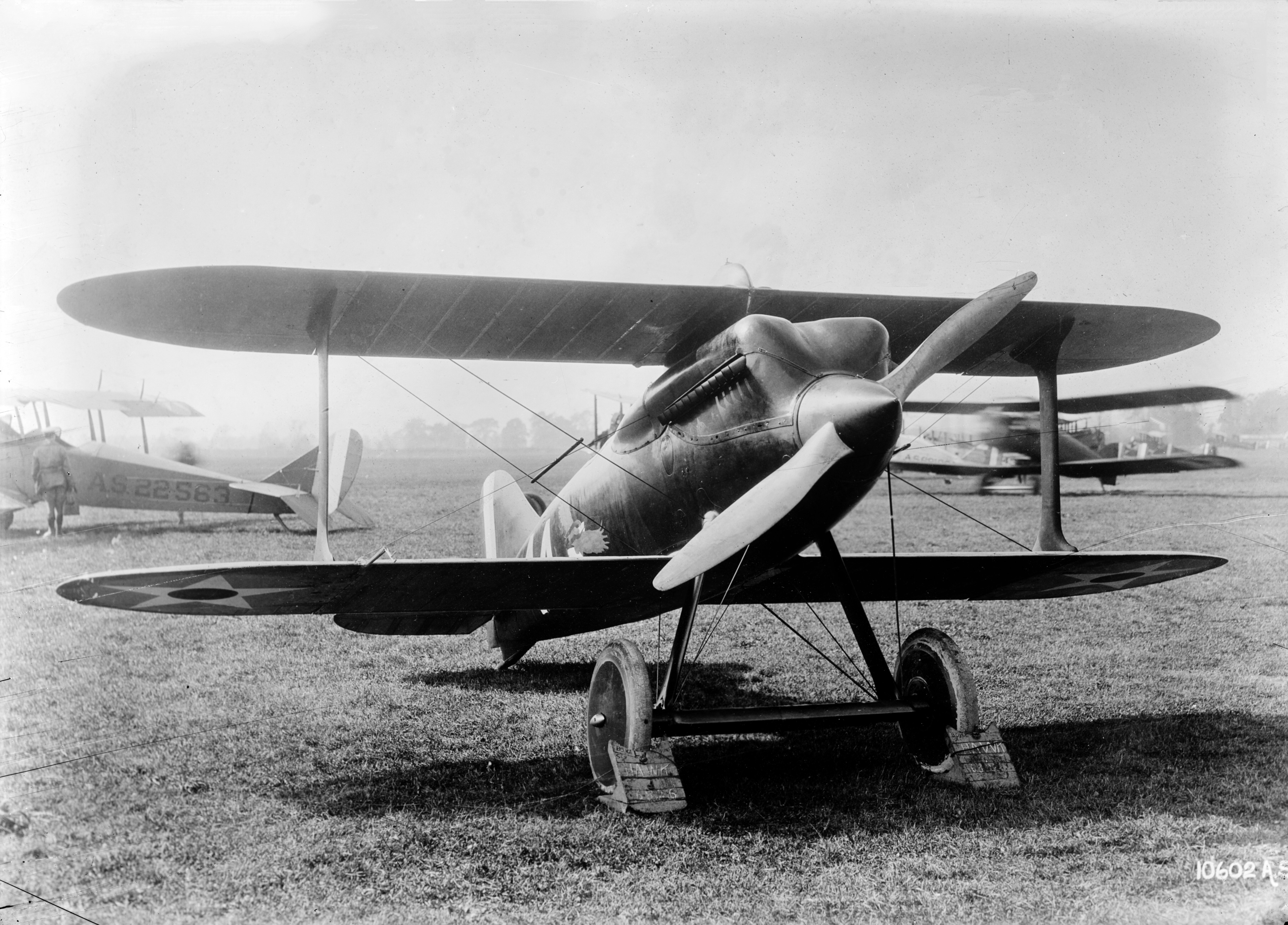
Armijny R-6, który wygrał Trofeum Pulitzera w 1922 r., ze średnią prędkością 330 km/h

Curtissy CR miały udaną karierę wyścigową. Ich pierwszym ważnym sukcesem było wygranie w 1921 roku wyścigu o trofeum Pulitzera, kiedy pilotowany przez Berta Acostę CR-1 zajął pierwsze miejsce, z prawie dwuminutową przewagą nad drugim miejscem i średnią prędkością 283,49 km/h. W następnym roku samolot ten został przebudowany na wersję CR-2, a ponadto do wyścigu dołączył jeszcze jeden CR-2 i dwa R-6, pilotowane przez pilotów armii. Curtissy R-6 zajęły pierwsze dwa miejsca, a CR-2 dwa kolejne. Wyścig wygrał por. Russell Maughan (śr. prędkość 330,172 km/h), a drugie miejsce zajął por. Lester Maitland (318,936 km/h). W ten sposób Maughan pobił każdy rekord prędkości lotu na zamkniętym torze, do 200 km. Trzecie i czwarte miejsce zajęły dwa CR-2, pilotowane przez por. Harolda Browa (śr. prędkość 310,667 km/h) i mł. por. Ala Williamsa (śr. prędkość 301,527 km/h).
Armia użyła R-6 do pobicia światowego rekordu prędkości lotu, kiedy to 18 października 1922 r. gen. Billy Mitchell osiągnął na nim prędkość 359,72 km/h. W marcu następnego roku por. Maughan na R-6 podniósł poprzeczkę do 380,74 km/h. W 1923 roku R-6 wydłużono skrzydła i w ten sposób powstał prototyp myśliwca PW-8 o nazwie XPW-8.
W 1923 roku samoloty CR-2 wyposażono w pływaki, aby mogły wystartować w Trofeum Schneidera, i przemianowano na CR-3. Samoloty zajęły pierwsze i drugie miejsce, pilotowane przez Davida Rittenhouse'a (śr. prędkość 285,457 km/h) i Rutledge'a Irvina (śr. prędkość 278,97 km/h). Po tym sukcesie jeden z samolotów zmodyfikowano w celu próby pobicia światowego rekordu prędkości dla wodnosamolotów. Po modyfikacji samolot nazwano CR-4. W 1924 roku samolot pobił ów rekord, uzyskując prędkość 302,557 km/h.

## Dane techniczne
Dane z:Curtiss Aircraft, 1907–1947
Charakterystyki ogólne
- Załoga: 1
- Długość: 7,52 m
- Wysokość: 3,27 m
- Rozpiętość skrzydeł: 6,9 m
- Powierzchnia nośna: 15,6 m²
- Masa własna: 961 kg
- Masa całkowita: 1178 kg
- Napęd: 1 × Curtiss D-12 5PL o mocy 450 KM

Osiągi
- Prędkość maksymalna: 312 km/h
- Zasięg: 452 km
- Pułap: 6706 m